# Edgar Alcañiz
Edgar Alcañiz Baldovi (Sueca, 18 de marzo de 2005) es un futbolista español que juega como centrocampista en el FC Cartagena de la Primera Federación, cedido por el Levante Unión Deportiva.

## Trayectoria
Nacido en Sueca, se une al fútbol base del Levante UD en 2014 procedente de la UD Alzira, debutando con el filial el 12 de marzo de 2023 al entrar como suplente en la segunda mitad de una derrota por 2-1 frente al Elche CF Ilicitano en la Tercera Federación. Logra debutar con el primer equipo el 27 de mayo de 2023 al entrar como suplente en los minutos finales de una victoria por 2-1 frente al Real Oviedo en la Segunda División.
El 21 de julio de 2025, firma por el FC Cartagena de la Primera Federación, cedido por el Levante Unión Deportiva.

### Internacional
El 19 de abril de 2023, debuta con la Selección de fútbol sub-18 de España, en un encuentro amistoso contra Suiza.

## Clubes
Actualizado al último partido disputado el 1 de abril de 2024.
| Club                  | País   | Año       | Partidos | Goles |
| --------------------- | ------ | --------- | -------- | ----- |
| Atlético Levante UD   | España | 2023-2025 | 1        | 0     |
| Levante UD            | España | 2023-act. | 3        | 0     |
| FC Cartagena (cedido) | España | 2025-act. | 0        | 0     |